# Aston juxta Mondrum
 (juillet 2018).
Si vous disposez d'ouvrages ou d'articles de référence ou si vous connaissez des sites web de qualité traitant du thème abordé ici, merci de compléter l'article en donnant les références utiles à sa vérifiabilité et en les liant à la section « Notes et références ».
Aston juxta Mondrum est une petite localité d'Angleterre située dans le comté de Cheshire. Elle se trouve quelques kilomètres au nord de Nantwich.